# Por la Justicia
Por la Justicia (en georgiano: სამართლიანობისთვის, romanizado: samartlianobistvis) es un partido político en Georgia fundado en 2019 por Eka Beselia.

## Historia
Tras la salida de Eka Beselia de Sueño Georgiano, la fundación del partido se anunció el 27 de mayo de 2019 y el 20 de junio de 2019 se llevó a cabo el primer congreso del partido, donde Gedevan Popjadze y Zviad Kvachantiradze ocuparon cargos relevantes. Posteriormente, Gedevan Popjadze y Zviad Kvatchantiradze abandonaron el partido y se unieron a la Alianza de Solidaridad de Georgia.
El partido se unió a una declaración de otros 14 partidos en el verano de 2021 para defender los derechos LGBT en Georgia en el período previo a la marcha del Orgullo en Tiflis.
Tras las protestas en Georgia de 2023 contra la ley de agentes extranjeros, la presidenta del país Salomé Zurabishvili promovió la Carta de Georgia, un plan para la próxima legislatura en con el objetivo de satisfacer las demandas de los manifestantes y acercar al país a la Unión Europea. Por la Justicia, junto con otros partidos de la oposición al gobierno de Sueño Georgiano se adhirieron al estatuto el 4 de junio de 2024.